# Vulcano di Fango Grauzaria
Vulcano di Fango Grauzaria sind eine Gruppe von Tiefseebergen, konkret Schlammvulkanen in der Drakestraße nördlich des Archipels der Südlichen Shetlandinseln in der Antarktis. Sie liegen westlich von Elephant Island, nehmen eine Fläche von etwa 495 km² ein und erheben sich bis zu 185 m vom Meeresboden. Der höchste Gipfel liegt 2594 m unter dem Meeresspiegel. Zu ihnen gehört der Vulcano di Fango Flop.
Wissenschaftler des zwischen 2003 und 2004 durchgeführten BSR-Projekts an Bord des Forschungsschiffs Explora entdeckten sie. Benannt sind sie seit nach der Gebirgsgruppe Sernio/Grauzaria am Rand des Aupatals in den italienischen Alpen (siehe dazu auch Rifugio Grauzaria).